# Corrupció
|  | Per a altres significats, vegeu «corrupció material». |

Aquest mapa representa l'índex de percepció de la corrupció al món el 2022; una puntuació més alta indica nivells més baixos de corrupció. El verd fosc indica la percepció més baixa de corrupció, mentre que el vermell més fosc es relaciona amb la percepció més alta de corrupció. Els territoris sense dades es mostren en gris.

La corrupció (del llatí corruptio) és l'alteració perjudicial de la substància d'alguna cosa o persona. Referida a algú en concret, suposa induir-lo a actuar il·legalment o pervertir-lo. Penalment, s'identifica amb els delictes de prevaricació, suborn i negociacions prohibides als funcionaris. La corrupció política es produeix quan un càrrec o un altre empleat governamental actua amb una capacitat oficial per obtenir beneficis personals.
La corrupció i la delinqüència són esdeveniments sociològics endèmics que apareixen amb freqüència a pràcticament tots els països a escala mundial en diferents graus i proporcions. Les dades recents suggereixen que la corrupció està en augment. Cada nació individual destina recursos propis per controlar i regular la corrupció i la dissuasió del crim. Les estratègies que es duen a terme per combatre la corrupció sovint es resumeixen sota el terme paraigua anticorrupció. A més, iniciatives globals com l'Objectiu de Desenvolupament Sostenible 16 de les Nacions Unides també tenen un objectiu específic que se suposa que reduirà substancialment la corrupció en totes les seves formes.

## Definició

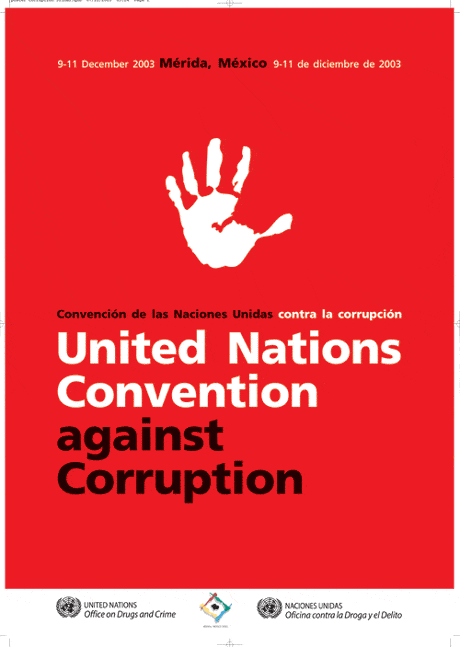
Convenció de les Nacions Unides contra la Corrupció

Stephen D. Morris, un professor de política, va escriure que la corrupció política és l'ús il·legítim del poder públic per a beneficiar un interès privat. L'economista Ian Senior va definir la corrupció com l'acció de proporcionar secretament un bé o un servei a un tercer per a influir en determinades accions que beneficien al corrupte, a un tercer o a tots dos en els quals l'agent corrupte té autoritat. L'economista del Banc Mundial Daniel Kaufmann va ampliar el concepte per a incloure la "corrupció legal" en la qual s'abusa del poder dins dels límits de la llei, ja que els que tenen poder solen tenir la capacitat de crear lleis per a la seva protecció. L'efecte de la corrupció en les infraestructures és augmentar els costos i el temps de construcció, disminuir la qualitat i reduir el benefici.

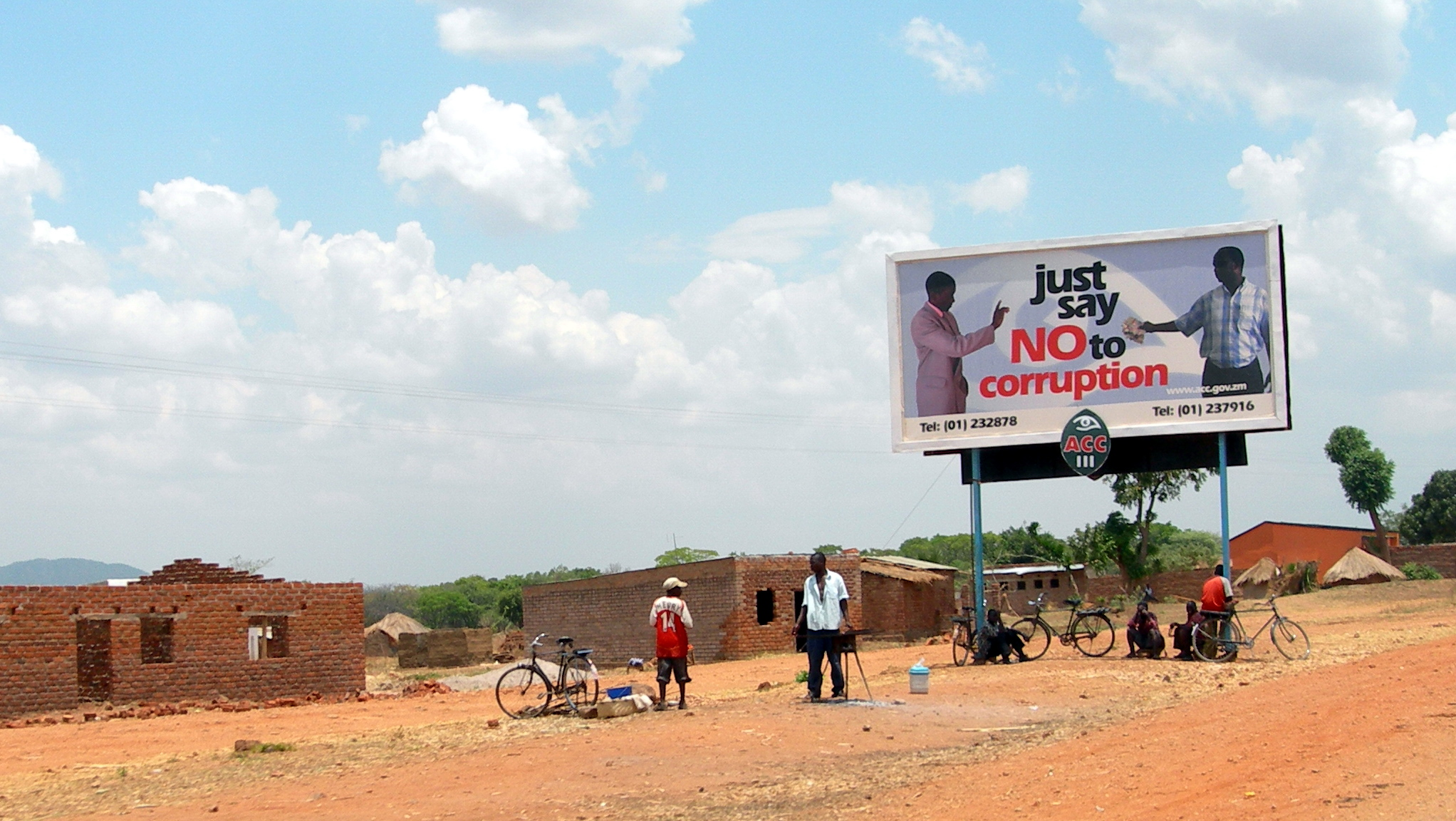
Una tanca publicitària a Zàmbia exhortant a "Dir no a la corrupció".

La corrupció és un fenomen complex i pot donar-se a diferents escales. La corrupció va des de petits favors entre un nombre reduït de persones (corrupció menor), a la corrupció que afecta el govern a gran escala (gran corrupció), i la corrupció que és tan freqüent que forma part de l'estructura quotidiana de la societat, inclosa la corrupció com un dels símptomes del crim organitzat (corrupció sistèmica).
S'han desenvolupat una sèrie d'indicadors i eines que poden mesurar les diferents formes de corrupció amb una precisió cada vegada major; però quan aquests no són pràctics, un estudi suggereix mirar el greix corporal com una guia aproximada després de trobar que l'obesitat dels ministres del gabinet en els estats del postsoviètic estava altament correlacionada amb mesures més precises de la corrupció.

### Corrupció menor
La corrupció menor es produeix a menor escala i té lloc en l'execució dels serveis públics quan els funcionaris públics es troben amb el públic. Per exemple, en molts llocs petits, com les oficines de registre, les comissaries de policia, les juntes estatals de concessió de llicències, i molts altres sectors privats i governamentals.

### Corrupció a gran escala
La gran corrupció es defineix com la corrupció que es produeix en els nivells més alts del govern d'una manera que requereix una subversió significativa dels sistemes polítics, legals i econòmics. Aquest tipus de corrupció sol donar-se en països amb governs autoritaris o dictatorials, però també en aquells que no compten amb una adequada vigilància de la corrupció.
El sistema de govern en molts països es divideix en els poders legislatiu, executiu i judicial en un intent de proporcionar serveis independents que estiguin menys subjectes a la gran corrupció a causa de la seva independència entre si.

### Corrupció sistèmica
Corrupció sistèmica (o corrupció endèmica) és la corrupció que es deu principalment a les febleses d'una organització o procés. Pot contrastar-se amb els funcionaris o agents individuals que actuen de manera corrupta dins del sistema.
Els factors que fomenten la corrupció sistèmica inclouen incentius contradictoris, poders discrecionals; poders monopolístics; falta de transparència; baixos salaris; i una cultura d'impunitat. Entre els actes específics de corrupció es troben "el suborn, l'extorsió i la malversació" en un sistema en el qual "la corrupció es converteix en la norma i no en l'excepció. "Els estudiosos distingeixen entre corrupció sistèmica centralitzada i descentralitzada, segons el nivell de corrupció estatal o governamental que tingui lloc; en països com els Estats postsoviètics es donen tots dos tipus. Alguns estudiosos sostenen que existeix un deure negatiu dels governs occidentals de protegir contra la corrupció sistemàtica dels governs subdesenvolupats.

## Corrupció política
La corrupció política és el conjunt d'actitud i activitats amb les quals una persona transgredeix compromisos adquirits amb altres persones, utilitzant la confiança i els privilegis atorgats per aquests acords presos, amb l'objectiu d'obtenir un benefici aliè al bé comú. Els països que es perceben com més corruptes del planeta son Somàlia, Sudan del Sud, Síria, Veneçuela, Iemen, Guinea Equatorial, Sudan, Líbia, República Democràtica del Congo, Haití, Corea del Nord.
El 2017 es desenvolupà i aprovà un sistema d'alerta de pràctiques de corrupció política que parteix de les dades contingudes a les bases de dades de l'administració. L'Agència Valenciana Antifrau, creada el 2016, presentà a la memòria del 2017 una estadística de 35 denúncies, amb 24 a l'administració local, 8 a la Generalitat Valenciana i tres a altres.

### Corrupció política a Malàisia

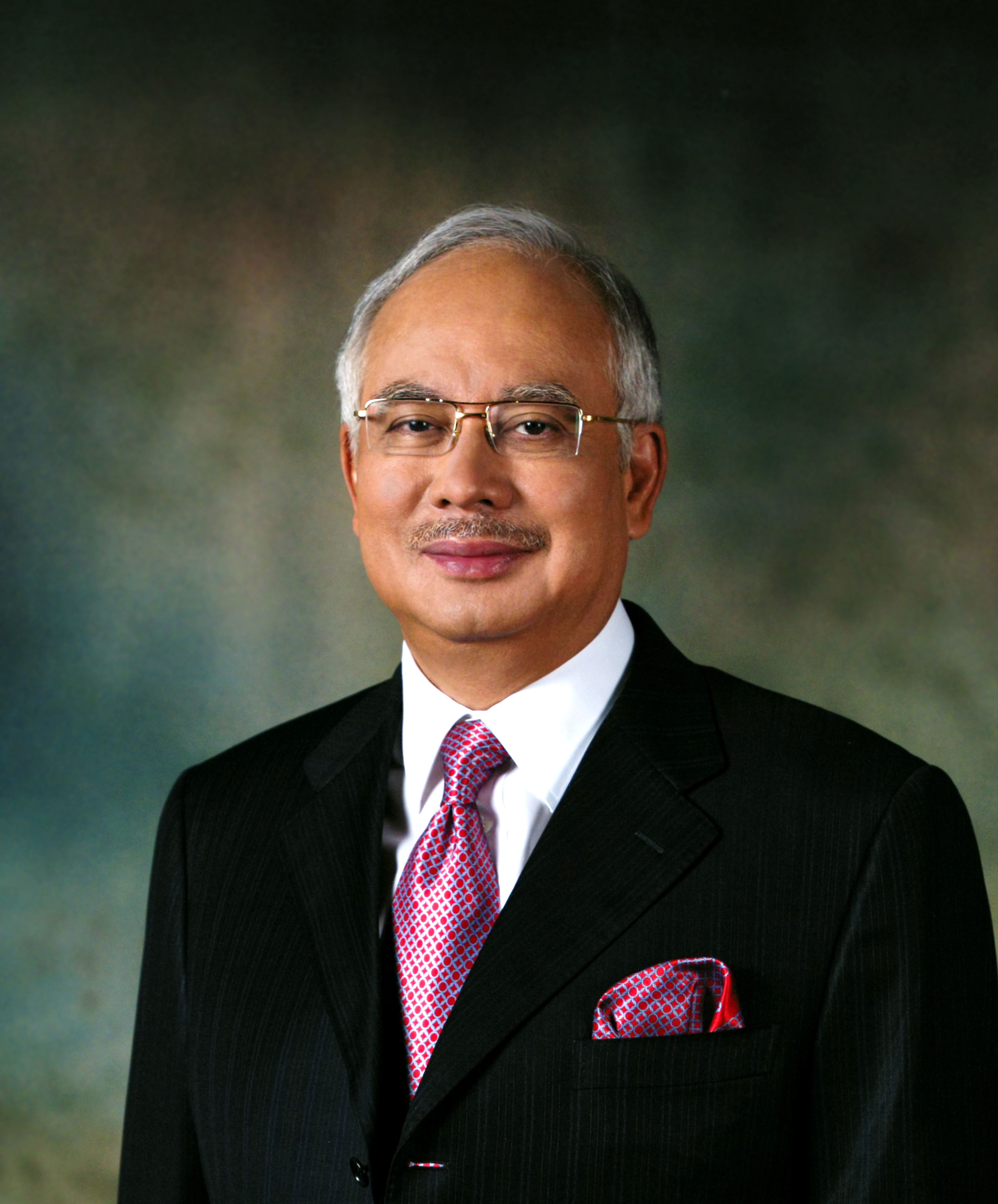
Najib Razak va ser acusat de corrupció massiva durant el seu mandat com a Primer Ministre de Malàisia

La corrupció a la política de Malàisia ha estat una qüestió problemàtica i controvertida. Un dels casos més coneguts és l'escàndol de l'1Malaysia Development Berhad (1MDB). En aquest cas, es va acusar que grans quantitats de diners es van desviar mitjançant transaccions financeres complexes i pràctiques corruptes. L'ex primer ministre de Malàisia, Najib Razak, va ser una de les figures centrals d'aquest escàndol i va ser acusat de tenir vincles amb el cas 1MDB, sent posteriorment condemnation.

### Corrupció política a Espanya
L'Espanya establerta amb la Constitució espanyola de 1978 té elements que dificulten el control de la corrupció. González Amuchastegui (1999, p. 23) comenta que l'Espanya democràtica ha perseguit la corrupció amb el Codi Penal sense massa èxit respecte la mà dura de la dictadura. A Espanya hi ha hagut més de 2.000 casos de corrupció entre l'any 2000 i el 2017, sent els tres més greus l'Operació Púnica, Cas Gürtel i Cas Palau. sent en la majoria de casos a Andalusia, País Valencià, Comunitat de Madrid, Balears i Galícia. En els últims anys, la preocupació per la corrupció entre la ciutadania espanyola havia crescut.
Espanya té un risc elevat de corrupció al sector de la contractació pública, en la que es denuncien vincles entre polítics i empreses, favoritisme en les decisions dels funcionaris i desviament de fons públics. Els suborns són endèmics la construcció i la recollida de residus. Altres irregularitats habituals en els procediments de contractació pública son especificacions fetes a mida, abús de procediments negociats, conflictes d'interessos en l'avaluació de les ofertes, licitacions col·lusives i modificacions de termes contractuals després de la celebració del contracte, l'ús de procediments d'urgència injustificats, fraccionament de contractes, modificacions injustificades de contractes i les excepcions injustificades per a la publicació obligatòria de les licitacions. La corrupció i la mala gestió de la contractació estan especialment esteses a la política local, on els municipis sovint pateixen mecanismes de supervisió deficients i els funcionaris poden actuar amb discreció.

### Corrupció a França
França ha ratificat diverses convencions internacionals contra la corrupció importants com la Convenció de l'OCDE sobre la lluita contra el suborn de funcionaris públics estrangers en les transaccions comercials internacionals i la Convenció de les Nacions Unides contra la corrupció. En general, els inversors no veuen la corrupció com un problema per fer negocis a França, i les empreses que operen a França en general tenen una bona reputació de responsabilitat social corporativa.

### Corrupció política als Països Catalans
A Catalunya hi ha hagut diverses sentències per corrupció política als mateixos partits, entre les quals en destaquen tres contra Unió (Cas Treball, Cas Turisme, Cas Pallerols, una contra el PSC (Cas Filesa) i el Cas Palau contra Convergència Democràtica de Catalunya. En 2016, als Països Catalans hi havia 605 encausats per corrupció, 147 investigacions obertes i 700 causes per frau fiscal, entre ells els presidents Jaume Matas i Palou, Jaume Matas i Palou i Francisco Camps, i el 17,58% dels consellers de govern dels Països Catalans entre 1980 i 2010 han estat encausats i vuit, condemnats.

## Corrupció política i judicial
La corrupció política és el conjunt d'actitud i activitats amb les quals persones transgredeixen compromisos adquirits amb altres persones, utilitzant la confiança i els privilegis atorgats per aquests acords presos, amb l'objectiu d'obtenir un benefici aliè al bé comú. amb l'ajut de la justícia.

## Corrupció policial
La corrupció policial és una forma de mala praxi policial en què els agents de l'ordre trenquen el seu contracte social i abusen del seu poder per a benefici personal o del departament. Tot acte de corrupció policial constitueix un acte d'abús d'autoritat, ja que qui la comet s'aprofita de la seva posició i el poder associat que té.

## Corrupció urbanística
Forma de corrupció que opera mitjançant la comissió de delictes contra l'ordenació del territori o d'infraccions urbanístiques administratives, o bé mitjançant l'alteració maliciosa del planejament urbanístic o l'incompliment de les condicions legals per a la seva execució.
Es tracta d'una de les principals variants actuals de la corrupció a les administracions públiques, atès el gran marge de benefici econòmic que habitualment produeixen les operacions urbanístiques propiciades per pràctiques corruptes.

## Corrupció informàtica
Alteració inesperada en l'organització o la coherència de les dades que anteriorment s'han desat en un suport informàtic o s'han transmès digitalment per un mitjà de comunicació.

## Corrupció lingüística
Transformació ortogràfica d'un terme lingüístic, mantenint el significat o una variant fins i tot anecdòtica d'un significat original.

## Corrupció sexual
Pràctica sexual a la qual algunes creences atribueixen un desvirtuament de la puresa de la persona, puresa mantinguda abstenint-se de la sexualitat o tenint una sexualitat aprovada per una doctrina cultural.

## Corrupció moral
Manca de coherència ideològica, bé sigui entre les diverses idees que té una persona o un grup, o bé sigui entre el que s'enuncia i el que es practica.

## Lluita contra la corrupció

### Convenció de l'ONU
La convenció de les Nacions Unides contra la Corrupció és un tractat multilateral de l'Organització de les Nacions Unides amb la finalitat de prevenir i combatre la corrupció política. Va ser adoptada el 31 d'octubre de 2003 per l'Assemblea General de les Nacions Unides amb la Resolució 58/4 amb data d'agost de 2018, hi havia 186 membres que la van ratificar. Aquesta convenció va ser promoguda per l'Oficina de Nacions Unides contra la Droga i el Delicte (UNODC).

### Promoció del a participació
Crear mecanismes de base per tal de promoure la participació crítica de la ciutadania potenciant els valors d'integritat, responsabilitat, y transparència, són components crucials per la lluita contra la corrupció. És important desenvolupar programes i accions per tal de canviar la comprensió cultural sobre la corrupció a fi d'ajudar a la ciutadania a actuar contra els abusos.